# Peter Assmann

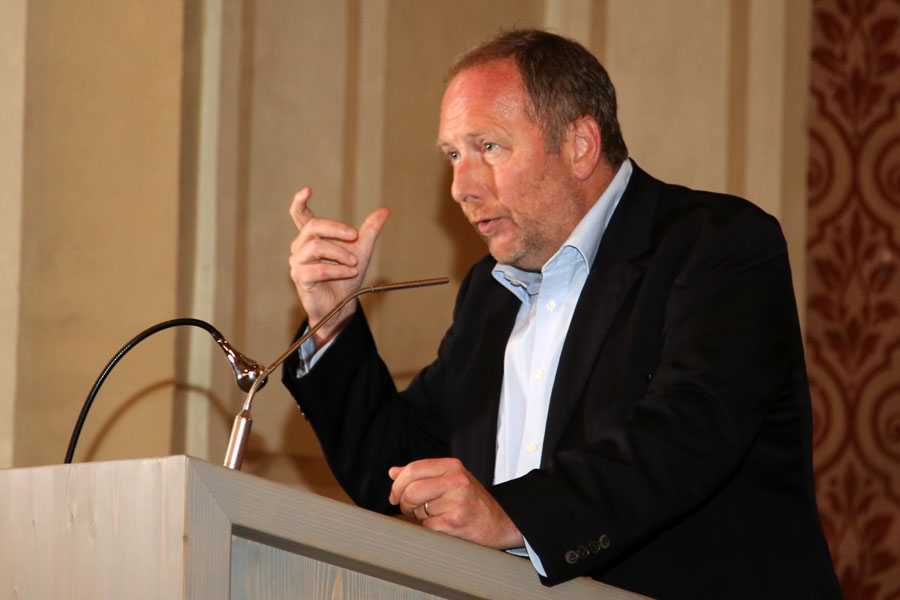

Peter Assmann (Austria, 28 de agosto de 1963) escritor y artista visual austríaco. 
Estudió historia del arte y filología germánica. Es director del Museo Nacional de Austria, presidente de la Asociación de Museos de Austria y miembro de Network of European Museum Organisations (NEMO).

## Obra
- Orte, dabei, Arovell Verlag, Gosau 2011
- Karl Hauk, Bibliothek der Provinz, Weitra 2008
- Der Maler Aloys Wach, G.-M. Bock, Frankfurt am Main 2007
- Bereits Bemerktes, Arovell Verlag, Gosau 2006
- Obsessions, Bibliothek der Provinz, Weitra 2006